# Waldemar Tyc
Waldemar Tyc – polski ekonomista, dr hab. nauk ekonomicznych, profesor nadzwyczajny Katedry Ekonomii i Polityki Ekonomicznej Wydziału Ekonomii, Zarządzania i Turystyki Uniwersytetu Ekonomicznego we Wrocławiu.

## Życiorys
29 czerwca 1995 obronił pracę doktorską Ekonomiczne i prawno-instytucjonalne warunki funkcjonowania małych i średnich przedsiębiorstw prywatnych w Polsce i krajach Unii Europejskiej - studium komparatystyczne, 3 lipca 2009 habilitował się na podstawie pracy zatytułowanej Ekonomiczne i społeczne uwarunkowania transformacji rodziny.
Był zatrudniony na stanowisku profesora nadzwyczajnego w Katedrze Ekonomii i Polityki Ekonomicznej na Wydziale Ekonomii, Zarządzania i Turystyki Uniwersytetu Ekonomicznego we Wrocławiu.